# Dysdera kulczynskii
Dysdera kulczynskii är en spindelart som beskrevs av Simon 1914. Dysdera kulczynskii ingår i släktet Dysdera och familjen ringögonspindlar. Inga underarter finns listade i Catalogue of Life.